# Bazylika Matki Bożej z Góry Karmel w Valletcie
Bazylika Matki Bożej z Góry Karmel (ang. Basilica of Our Lady of Mount Carmel; malt. Bażilika Santwarju Tal-Madonna Tal-Karmnu) – rzymskokatolicki kościół w stolicy Malty – Valletcie. Jest on częścią Światowego dziedzictwa UNESCO, które obejmuje całe miasto Valletta, i jest jedną z najbardziej rozpoznawalnych świątyń i głównych atrakcji w Valletcie.

## Kościół oryginalny
Pierwszy kościół został dedykowany Zwiastowaniu Najświętszej Maryi Panny. Został on zbudowany w 1573, według projektu Girolamo Cassara. W XVII wieku został on przekazany zakonowi Karmelitów, i w ten sposób otrzymał swoją obecną patronkę Matkę Bożą z Góry Karmel. Fasada została przebudowana w 1852 w stylu neoklasycznym, autorem przebudowy był Giuseppe Bonavia. 14 maja 1895 papież Leon XIII podniósł kościół do rangi bazyliki mniejszej. Budynek kościoła został poważnie uszkodzony w czasie II wojny światowej i musiał zostać odbudowany.

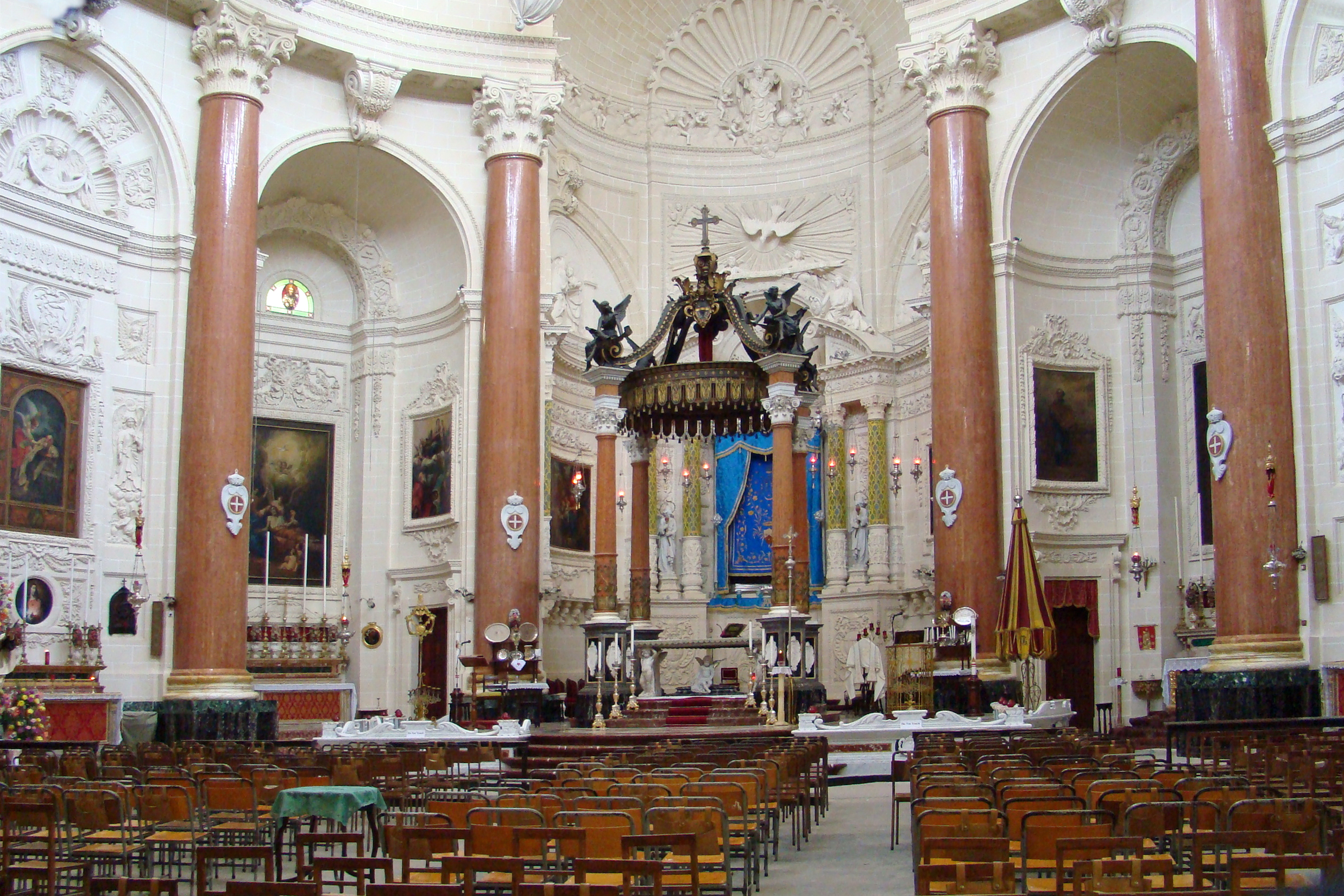
Wnętrze bazyliki z ołtarzem głównym

## Obecna bazylika
Nowy kościół był budowany w latach 1958–1981. Został konsekrowany w 1981.
Wnętrze bazyliki to olbrzymi owalny budynek z owalną kopułą. Wysoka na 42 m, dominuje w panoramie miasta i portu Marsamxett. Jest wyższa, niż dzwonnica bezpośrednio przylegającej do bazyliki anglikańskiej katedry św. Pawła. Podstawa kopuły ma półkoliście zwieńczone okna, biegnące dookoła, a gładki hełm ponad nimi zakończony jest szczytową małą kopułą. Z sufitu zwisają żyrandole.
Jasne ściany, wykonane z piaskowca, mają czerwonobrązowe półokrągłe marmurowe filary z rzeźbionymi głowicami. Pomiędzy filarami są rzeźbione łuki. W każdym znajduje się mały ołtarz z niewielkim medalionem ponad nim. Powyżej jest większy obraz, z ramą misternie rzeźbioną w aniołki i cherubiny.
Na końcu bazyliki, w półokrągłej rzeźbionej absydzie, znajduje się ołtarz wsparty na czterech cherubinach. Cztery filary z czerwonego marmuru, ze wspaniale zdobionymi bazami i głowicami, zwieńczone figurami aniołów, wspierają drewniany baldachim z krzyżem ponad nim. Na spodniej stronie baldachimu, ponad ołtarzem, pięknie wykonana gołębica, symbol Ducha Świętego. Wykonanie wszystkich prac rzeźbiarskich wewnątrz, zajęło rzeźbiarzowi Josephowi Damato ponad 19 lat.
Na ścianie w głębi – obraz Matki Bożej z Góry Karmel, datowany na XVII w. Obraz otoczony pięknym, niebieskim i złotym adamaszkiem.
Trzy zdobione krzesła w pobliżu ołtarza, przeznaczone są dla dygnitarzy kościelnych.
Na ścianie naprzeciw ołtarza – rzeźba anioła z Chrystusem, pozłacana figura św. Józefa z Dzieciątkiem Jezus, krucyfiks oraz figura Maryi z Dzieciątkiem, dzierżący szkaplerze karmelitańskie. Podłoga nawy jest betonowa, ale w prezbiterium wykonana jest z marmuru w różnych kolorach, tworzących geometryczny wzór.
Budynek kościoła jest umieszczony na liście National Inventory of the Cultural Property of the Maltese Islands.

## Galeria zdjęć

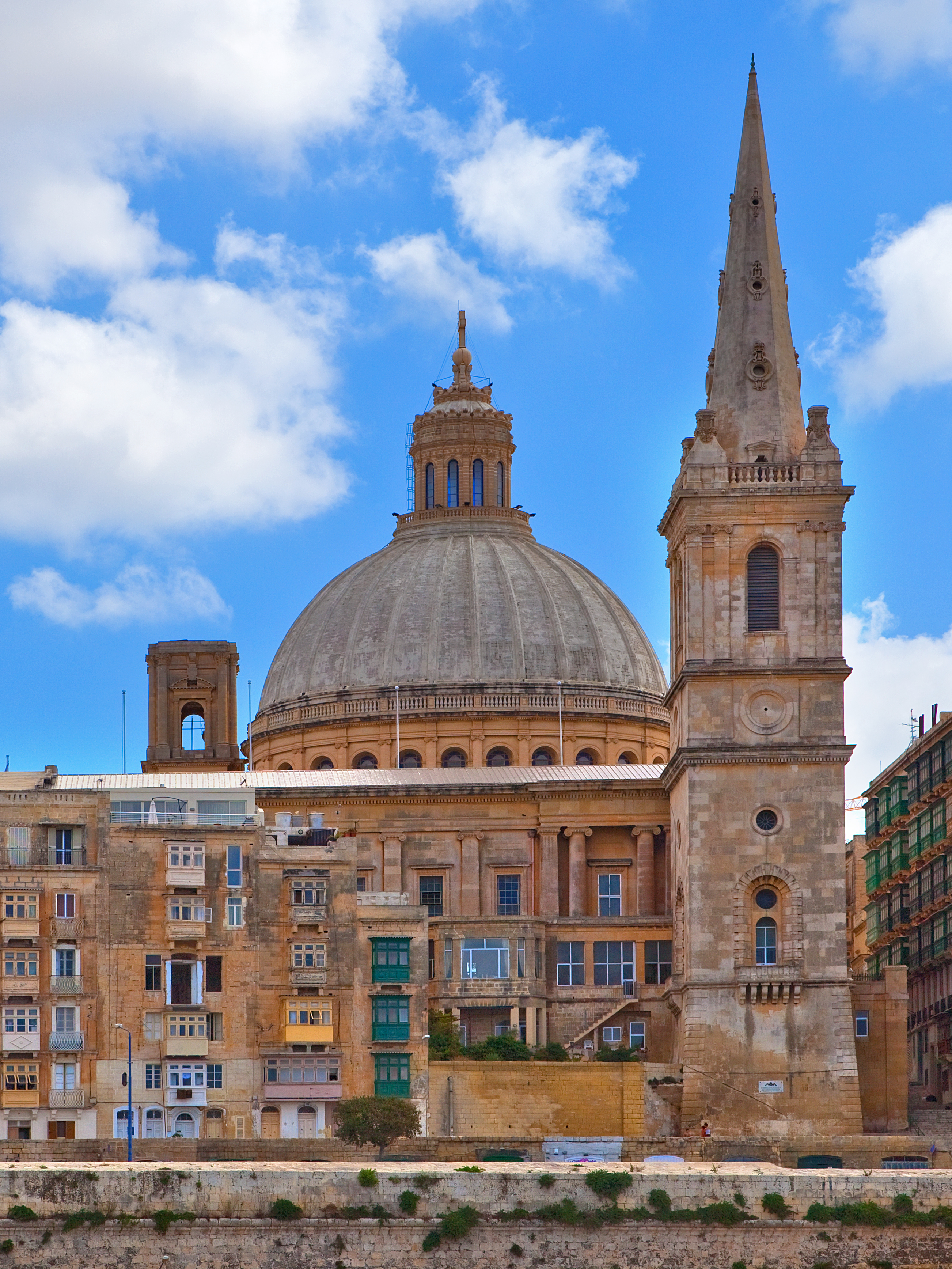
Bazylika Karmelitów z dzwonnicą (po lewej), anglikańska pro-katedra św. Pawła (po prawej)
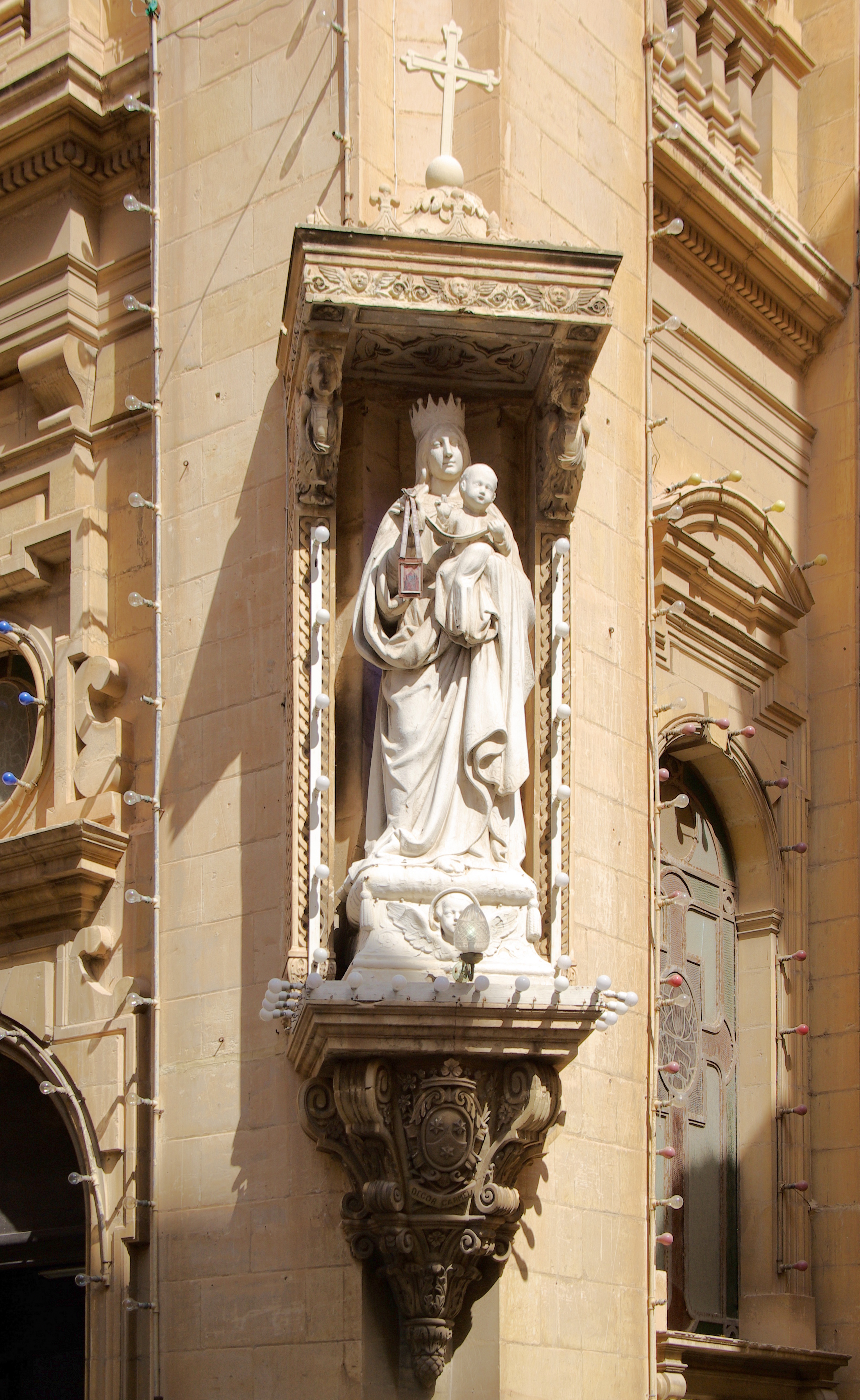
Figura Matki Bożej z Góry Karmel na narożniku świątyni
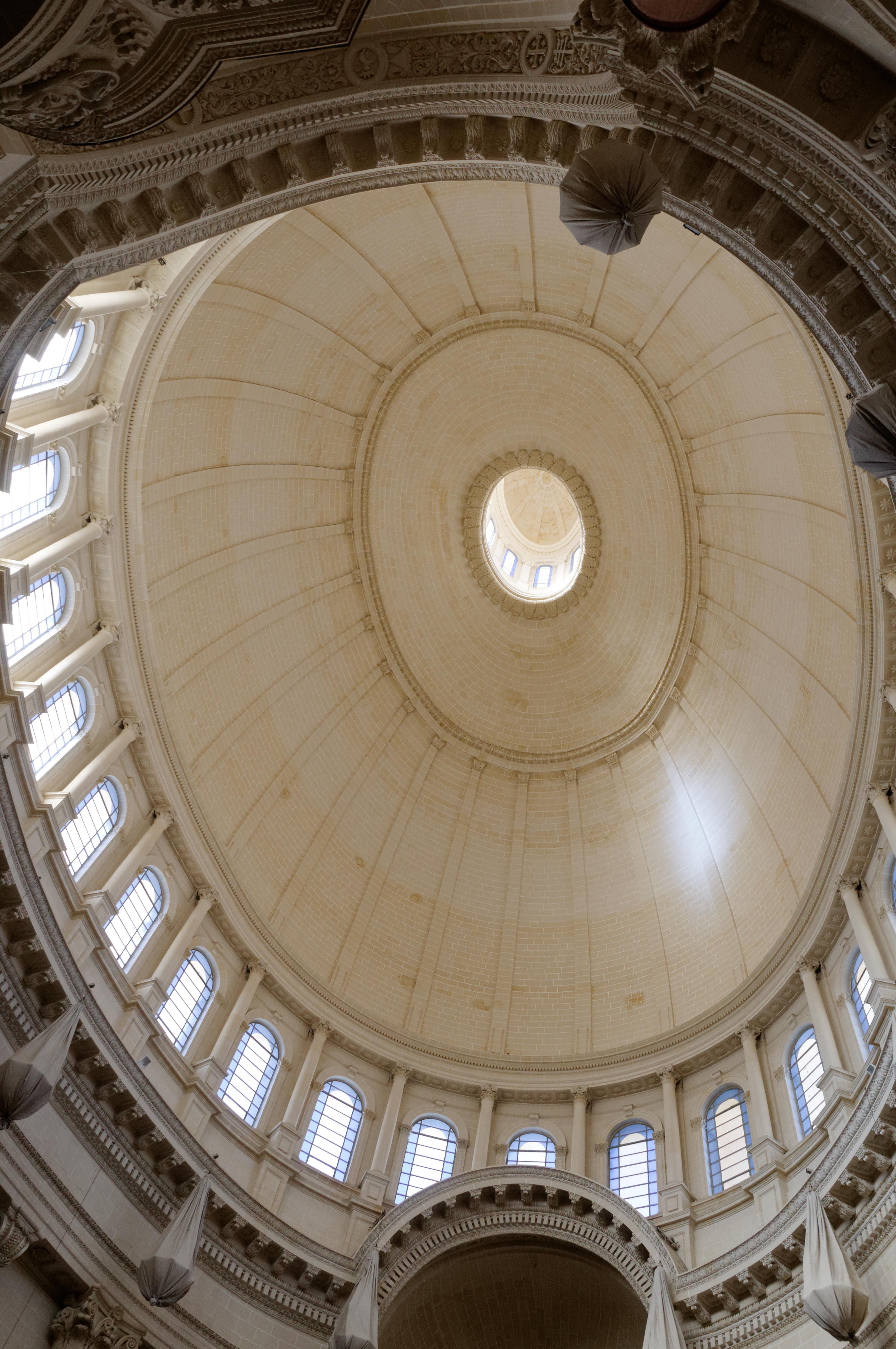
Kopuła bazyliki od wnętrza
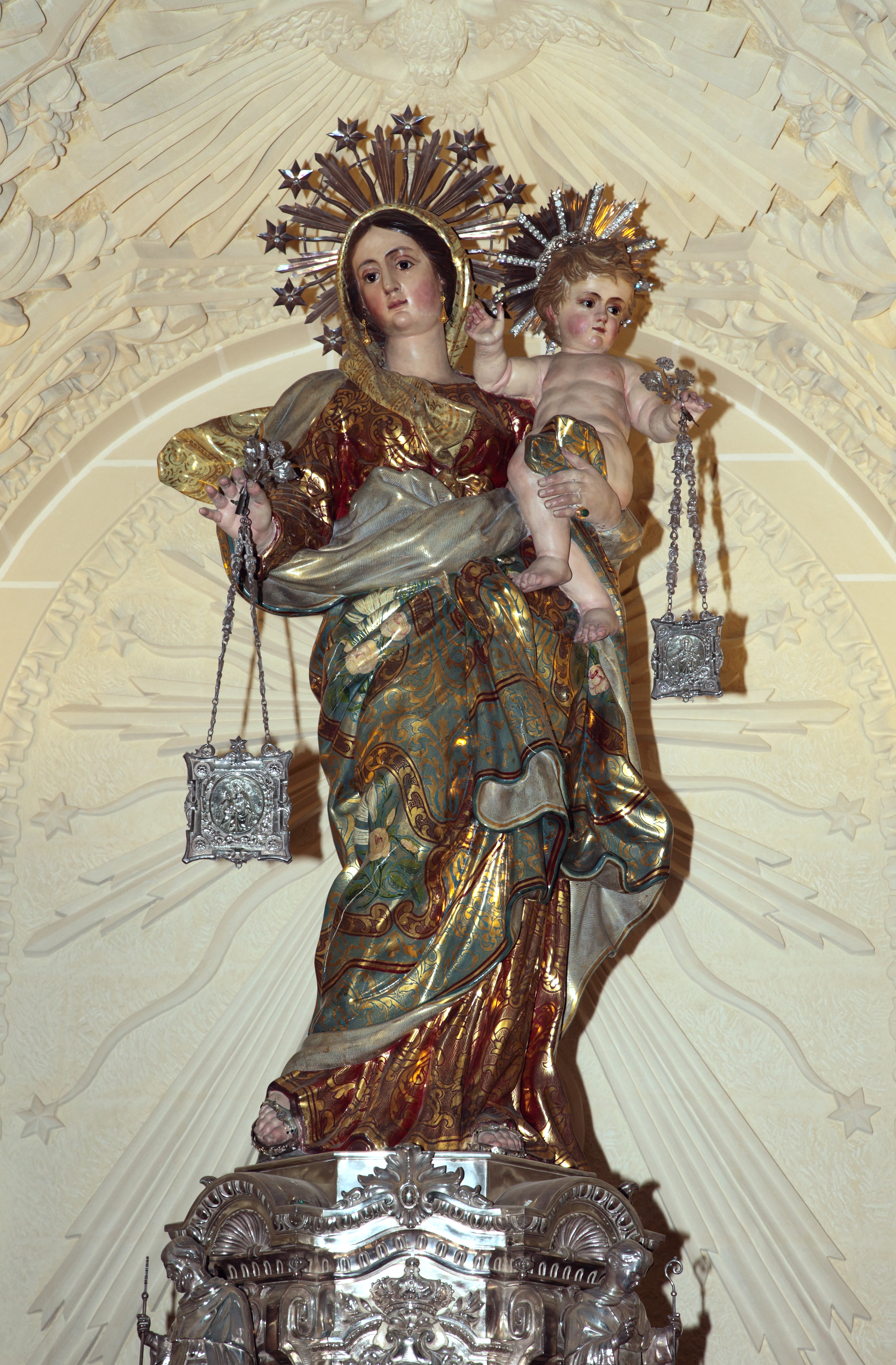
Figura Matki Bożej Szkaplerznej z wnętrza bazyliki